# Symplocos nivea
Symplocos nivea är en tvåhjärtbladig växtart som beskrevs av August Brand. Symplocos nivea ingår i släktet Symplocos och familjen Symplocaceae. Inga underarter finns listade i Catalogue of Life.